# Hawker Dankok
Hawker Dankok var ett engelsktillverkat jaktflygplan konstruerat av Sydney Camm vid Hawker Company för det danska marinflyget.
Hawker Dankok var en dansk variant av det brittiska jaktflygplanet Hawker Woodcock II. Flygplanet var ett dubbeldäckat tillverkat i trä som kläddes med duk. Från Woodcock överfördes konstruktionen av flygplanskroppen med några mindre ändringar runt förarkabinen och ett vingställ med mindre spännvidd, samtidigt förlängdes bakkroppen något. Som motor valde man en 385 hk AS Siddeley Jaguar IV luftkyld stjärnmotor som drev en tvåbladig propeller. Flygplanen var försedda med hjullandställ. Den första prototypen flögs första gången 18 december 1925 av piloten George Bulman, leveranserna av de tre flygplanen till Danska Marinens Flyvevæsen inleddes i februari 1926.
I början på 1920-talet insåg Marinens Flyvevæsen att man behövde jaktflygplan för att skydda sina spaningsflygplan. Man gav i uppdrag till Orlogsværftet att konstruera ett flottörförsett jaktflygplan, men utvecklingen efter första världskriget visade att flottörflygplan blev för långsamma i jaktrollen. Marinens Flyvevæsen bestämde sig i stället för att inrätta en avdelning med landbaserade flygplan på luftmarinestationen i Ringsted. Kontakt togs med Hawker i England om inköp av ett lämpligt flygplan med licensrätt för egen produktion vid Orlogsværftet. Hawker föreslog en modifierad variant av jaktflygplanet Woodcock II som just levererats till RAF. Efter att tre fabrikstillverkade flygplan levererades från England 1926 inledde Orlogsværftet tillverkningen av ytterligare 12 flygplan som levererades till Marinens Flyvevæsen 1927. Flygplanen blev Danska Marinens första jaktflygplan och även det första danska flygplan som utrustades med sittfallskärm. Samtliga flygplan var placerade vid 2. luftflotille i Ringsted och på Avnø från 1927 till 1937, då de sista fyra kvarvarande flygplanen ställdes i förråd och ersattes av Hawker Nimrod.
En engelsktillverkad Dankok satte 1927 skandinaviskt höjdrekord med en flygning upp till 28 208 fot (8 598 m). Ett flygplan finns bevarat på Tøjhusmuseet i Köpenhamn.